# 참치 샌드위치
참치 샌드위치는 캔참치와 마요네즈를 버무린 참치 샐러드를 넣어 만든 샌드위치이다.

## 같이 보기
- 샌드위치 목록
- 가다랑어